# Calle del Maestro Victoria
La calle del Maestro Victoria es una vía urbana de la ciudad de Madrid. Comienza en la plaza del Celenque, cerca de la calle del Arenal, y termina en la calle Preciados. A su comienzo se ha ampliado la calle (probablemente por la construcción del edificio de El Corte Inglés), creándose una plaza. Su nombre hace referencia al compositor Tomás Luis de Victoria.

## Características
En esta calle se pueden encontrar algunas tiendas como Springfield, Casa del Libro, Acuarium Madrid, Watx o El Corte Inglés. Al comienzo de la calle existe una entrada al edificio de El Corte Inglés de Preciados, en cuya fachada todas las navidades desde 1979 monta Cortylandia, espectáculo infantil con muñecos animados que cada quince o treinta minutos interpretan una historia con canciones. Este espectáculo hace que la calle se inunde de padres con sus niños, vendedores de globos y patatas, mimos y payasos.
En el número 3 se encuentra la sede del Colegio Oficial de Aparejadores, Arquitectos Técnicos e Ingenieros de la Edificación de Madrid, por lo que en la esquina del edificio se puede leer en vertical «Aparejadores». La calle es peatonal en su mayoría, estando únicamente permitida la entrada desde la calle Misericordia, para volver a salir por la misma calle, pudiendo recorrer la plaza del Celenque, y las calles Tetuán y Tahona de las Descalzas.

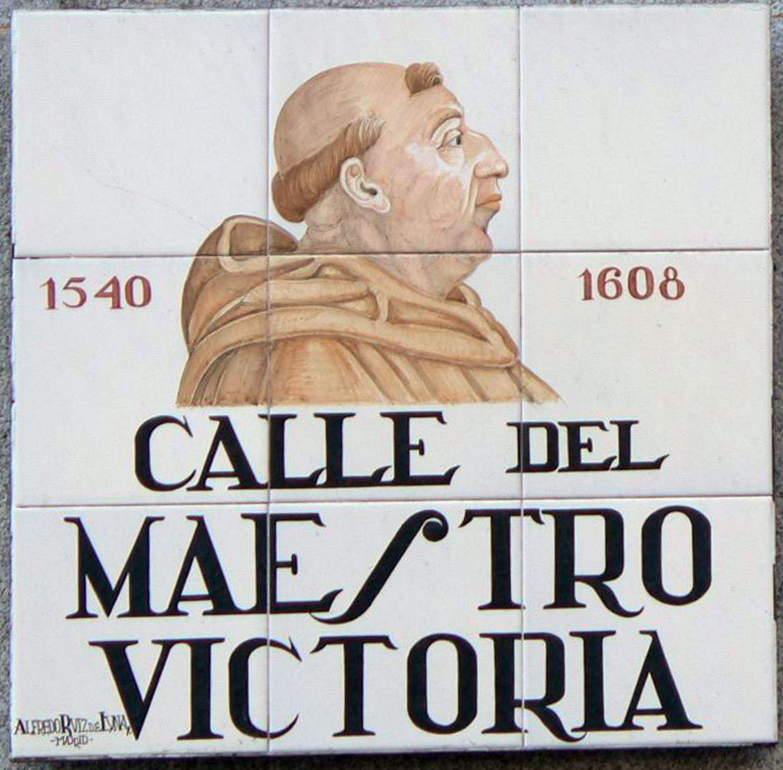
Placa de la calle, del ceramista Alfredo Ruiz de Luna.

## Nombres
La calle del Maestro Victoria ha recibido hasta el año 1941 varios nombres a lo largo de su historia. Originariamente se llamó calle de Capellanes (1835-1901) por las habitaciones que tenían en la citada calle los capellanes del convento de las Descalzas Reales. Posteriormente, en el año 1901, recibió el nombre de Mariana Pineda (1901-1941), condenada a muerte por el bordado de la bandera liberal, para finalmente en el año 1941 adquirir el nombre del Maestro Victoria.
Su nombre actual lo debe al compositor Tomás Luis de la Victoria, que residió y falleció en la casa de los Capellanes y es considerado como uno de los grandes del arte universal.

## Curiosidades
En una calle cercana, en la calle Misericordia vivía Pío Baroja quien poseía la Tahona Viena Capellanes en que daría lugar a la cadena pastelera Viena Capellanes.
Desde 1850 hasta 1968 se ubicó aquí el Teatro Capellanes.